# Свалявская группа курортов

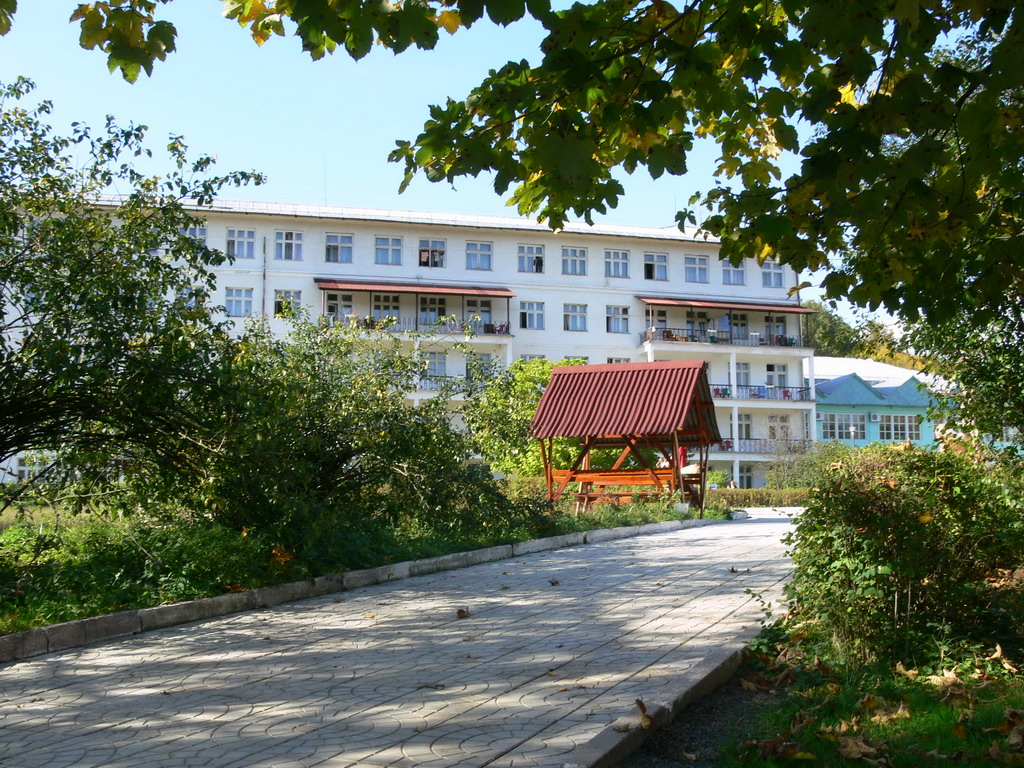
Солнечное Закарпатье — один из курортов группы

Сваля́вская гру́ппа куро́ртов (укр. Свалявська група курортів) — группа бальнеологических курортов в Закарпатской области Украины, расположенная к северу от города Свалява, в долине реки Пиня.

## История
Грамоты венгерского короля упоминают о том, что минеральную воду употребляли как столовую еще в 1463 году. Со второй половины XIX века в селе действовали три цеха по разливу минеральной воды. Впоследствии она стала использоваться для лечения некоторых заболеваний желудка. Источники находились во владении графа Шенборна, который сдавал их в аренду ростовщикам. С 1842 по 1911 год вода «Поляна Квасова» отмечалась 21 раз на международных конкурсах как одна из лучших минеральных вод в Центральной Европе. Наряду с «Поляна Квасова» огромный спрос на европейском рынке имела и «Лужанская». Эта вода тоже удостоена многих дипломов и наград..
Уже в начале 1955 года в составе Свалявской группы бальнеологических курортов действовали четыре санатория и один дом отдыха.
В 1983 году здесь действовали 4 санатория и 1 санаторий-профилакторий, в дальнейшем был освоен розлив минеральных вод "Свалява", "Поляна-Квасова" и "Лужанская" (завод по розливу минеральных вод действует в посёлке Поляна).
В 2016 году создан профессиональный массажный кабинет «Видновлэння», где принимают взрослых и детей.

## Современное состояние
В состав Свалявской группы курортов входят около 100 источников углекислой минеральной воды, в частности курорты: Квитка Полонины (вода «Лужанская»), Поляна (вода «Поляна Квасова»), Солнечное Закарпатье (вода «Поляна Квасова») и курортная местность Плоское (вода «Плосковская»). 